# Small Business Act für Europa
Der Small Business Act für Europa (SBA), der am 25. Juni 2008 von der Kommission veröffentlicht, vom EU-Ministerrat im Dezember 2008 politisch angenommen und im Februar 2011 (Fortschrittsbericht) überarbeitet wurde, hat die zentrale Rolle der kleinen und mittleren Unternehmen (KMU) für die Wirtschaft der Europäischen Union erkannt, anerkannt und Ziele zur Unterstützung und Förderung festgelegt. „Gesunde KMU sind für die Sicherung von Beschäftigung und Wohlstand in der EU von entscheidender Bedeutung“.
Der SBA für Europa ist Teil der Strategie „Europa 2020“, die sich auch zugunsten der etwa 23 Millionen KMU in Europa, die etwa 67 % der Arbeitskräfte im privaten Sektor beschäftigen, auswirken soll.

## Geschichte
Während in der Vergangenheit die Europäische Kommission grundsätzlich keine besonderen Schwerpunkte auf die Förderung von Kleinen und mittleren Unternehmen (KMU) gelegt hat, wurde deren besondere Bedeutung gerade in Krisenzeiten (Weltwirtschaftskrise ab 2007) erkannt und soll nun zukünftig wesentlich unterstützt werden.
Mit dem Small Business Act für Europa wird diese zentrale Rolle des Mittelstandes für die Europäische Gesamtwirtschaft anerkannt. Dabei soll zukünftig eine „Vorfahrt für KMU“ unumkehrbar in der europäischen Politik und in den Verwaltungen verankert werden.
Nach Angabe der Kommission sollen damit 99 % aller europäischen Unternehmen, die über 90 Millionen Menschen beschäftigen, vom SBA profitieren können, indem in der Rechtsetzung und Verwaltungsverfahren auf diese Rücksicht genommen wird und Berichtspflichten verringert werden.

## Ziele
Die Ziele des SBA sind:
- KMU zu unterstützen, noch stärker und schneller wachsen zu können (z. B. durch vereinfachten Zugang zu Krediten und uneingeschränkte Nutzung des europäischen Binnenmarktes) und
- Wachstumshindernisse auf der europäischen Ebene zu beseitigen (z. B. durch Abbau der Bürokratie als Marktzugangshemmnis),

um Wachstums- und Beschäftigungspotenziale in der Europäischen Union voll auszuschöpfen.

## Zehn Grundsätzen des Small Business Act
1. Förderung unternehmerischer Initiative,
2. Eine zweite Chance auch nachdem das erste Mal gescheitert ist (Insolvenz),
3. Vorfahrt für KMU,
4. Sensibilisierung der nationalen Behörden für die besonderen Anforderungen von KMU,
5. Zugang zum öffentlichen Beschaffungswesen,
6. Zugang zu Finanzierungsmitteln,
7. Erleichterter Zugang und Hilfe beim Zugang zum Binnenmarkt,
8. Kompetenzen und Innovation, Start- und Risikokapital, Hilfe durch Innovations- oder Wettbewerbszentren etc.,
9. Umwandlung von Umweltproblemen in Geschäftschancen für KMU,
10. Förderung der Internationalisierung.[8]

## Anwendungsgebiet
Der Small Business Act für Europa richtet sich an wirtschaftlich unabhängige Unternehmen und Unternehmer, die weniger als 250 Mitarbeiter beschäftigen. Die Einteilung orientiert sich somit gemäß der Definition der Kommission: Kleinstunternehmen (weniger als 10 Beschäftigte), Kleine Unternehmen (weniger als 50 Beschäftigte) sowie Mittlere Unternehmen (weniger als 250 Beschäftigte). Bzgl. weiterer Grenzwerte in Hinblick auf Jahresumsatz und/oder Bilanz siehe: Kleine und mittlere Unternehmen.

## Umsetzungsmaßnahmen
Von der Europäischen Kommission wurden verschiedene Umsetzungsmaßnahmen im Zusammenhang mit dem SBA für Europa gesetzt (Beispiele):
- Vereinfachungen bei der Gründung eines Unternehmens.[11]
- damit Zusammenhängend: Ausbau elektronischer Behördendienste (siehe auch: Europäischer eGovernment-Aktionsplan[12]),
- Europäische Privatgesellschaft (SPE) – wurde verworfen
- Richtlinie über die elektronische Rechnungsstellung,
- neue Kassenbuchführungsregelung für Unternehmen mit einem Umsatz von weniger als 2 Mio. EUR (Verbuchung der Umsatzsteuer erst bei Eingang der Zahlung des Kunden)
- Richtlinie zur Bekämpfung von Zahlungsverzug (öffentliche Stellen sind zur Zahlung innerhalb von 30 Tagen verpflichtet, während zwischen Unternehmen in der Regel eine Höchstfrist von 60 Tagen gilt),
- Reduzierung der „Übererfüllung“ europäischer Vorgaben zu Lasten der KMU durch Mitgliedstaaten, die weit über die Anforderungen des EU-Rechts (Richtlinien) hinausgehen (siehe Mitteilung der Kommission über Intelligente Regulierung),[13]
- Kreditbürgschaften für KMU,
- Erleichterungen für KMU beim öffentlichen Beschaffungswesen,
- Europäische Normen sollen KMU-freundlicher werden sowie den Zugang zu den Normen zu erleichtern (zum Beispiel ist in Österreich und Deutschland der Zugang zu Normen mit erheblichen Kosten verbunden),
- Eröffnung und Betrieb eines EU-KMU-Zentrum mit China um den Marktzugang zu ermöglichen bzw. zu erleichtern (2010),
- Schaffung des Austauschprogramms Erasmus für Jungunternehmer,
- Vereinfachung der EU-Programme für Forschung und Innovation um den Zugang von KMU zu erleichtern,
- Vereinfachung der Buchprüfungsanforderungen für kleine Unternehmen,
- Vereinfachung der Transparenz- und Meldepflichten kleinerer börsennotierter Unternehmen,
- Schaffung der Allgemeine Gruppenfreistellungsverordnung (AGVO),
- Förderung durch Regionalpolitik – JEREMIE und JASMINE.